# Du & jag döden
Du & jag döden è il sesto album discografico in studio del gruppo musicale rock svedese Kent, pubblicato nel 2005.

## Tracce
1. 400 slag – 4:58
2. Du är ånga – 3:51
3. Den döda vinkeln – 4:19
4. Du var min armé – 3:30
5. Palace & Main – 4:05
6. Järnspöken – 3:48
7. Klåparen – 5:25
8. Max 500 – 3:35
9. Romeo återvänder ensam – 4:03
10. Rosor & palmblad – 4:05
11. Mannen i den vita hatten (16 år senare) – 6:38

## Formazione
- Joakim Berg - voce, chitarra
- Martin Sköld - basso, tastiere
- Sami Sirviö - chitarra, tastiere
- Harri Mänty - chitarra
- Markus Mustonen - batteria, cori, tastiere, piano